# Mowbray (Le Cap)
Pour les articles homonymes, voir Mowbray.
Mowbray est un faubourg de la banlieue sud de la ville du Cap en Afrique du Sud, délimité par le faubourg de Rosebank au sud et par celui de Observatory au nord. Banlieue étudiante proche de l'université du Cap, le quartier est à la jonction de plusieurs autoroutes majeures de la ville du Cap et possède sa propre gare, ce qui en fait un important carrefour. À l'origine, Mowbray était appelé Driekoppen ("Trois têtes" en néerlandais).

## Délimitation

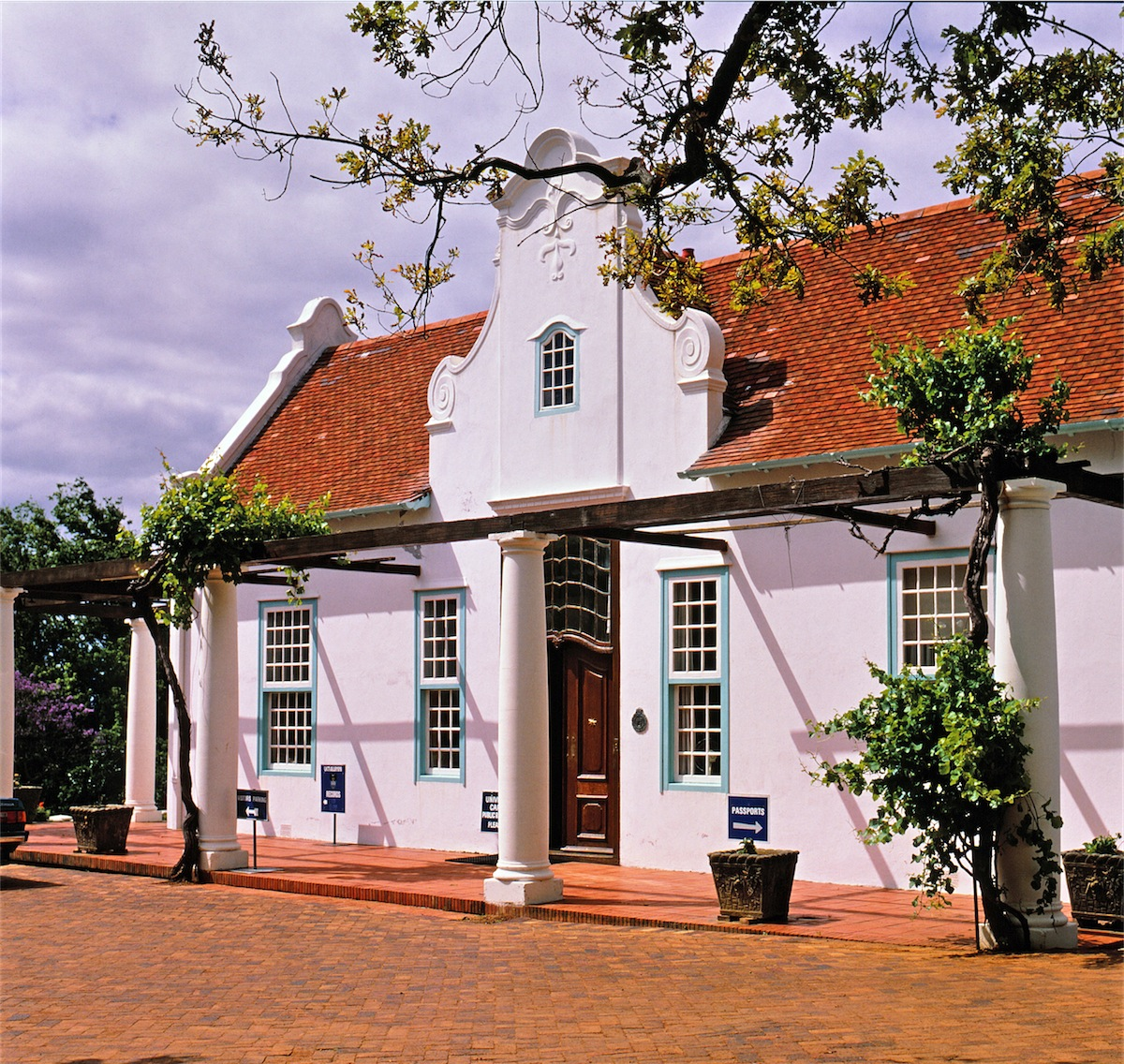
Manoir de Welgelegen

Mowbray est délimité au sud par Rosebank, à l'ouest par l'autoroute M3, au-delà duquel se trouve Devil's Peak, et au nord par l'autoroute N2, au-delà de laquelle se trouve le quartier de l'Observatoire. Vers l'est, Mowbray est délimitée par l'autoroute M5, au-delà de laquelle se trouve Black River et la banlieue de Pinelands. Toutefois, les terrains de golf de Rondebosch et de Mowbray, situés au-delà de l'autoroute M5, sont inclus dans la zone foncière de Mowbray.
Deux quartiers distincts constituent Mowbray, séparés du sud au nord par la rivière Liesbeeck. Le quartier ouest se situe sur les pentes inférieures du Devil's Peak et comprend la plupart des activités de commerce. La partie orientale, connu sous le nom "Little Mowbray", se trouve sur la petite colline entre la Liesbeeck et la Black Rivers.

## Démographie
Selon le recensement de 2011, Mowbray comprend plus de 4 726 résidents, principalement issu de la communauté noire (44,22%). Les Blancs, autrefois très majoritaire, représentent 36,10% des habitants tandis que les Coloureds, majoritaires dans la ville et dans la province, représentent 11,30% des résidents.
Les habitants sont à 67,98% de langue maternelle anglaise, à 8,01 % de langue maternelle afrikaans et à 7,38 % de langue maternelle xhosa.

## Politique

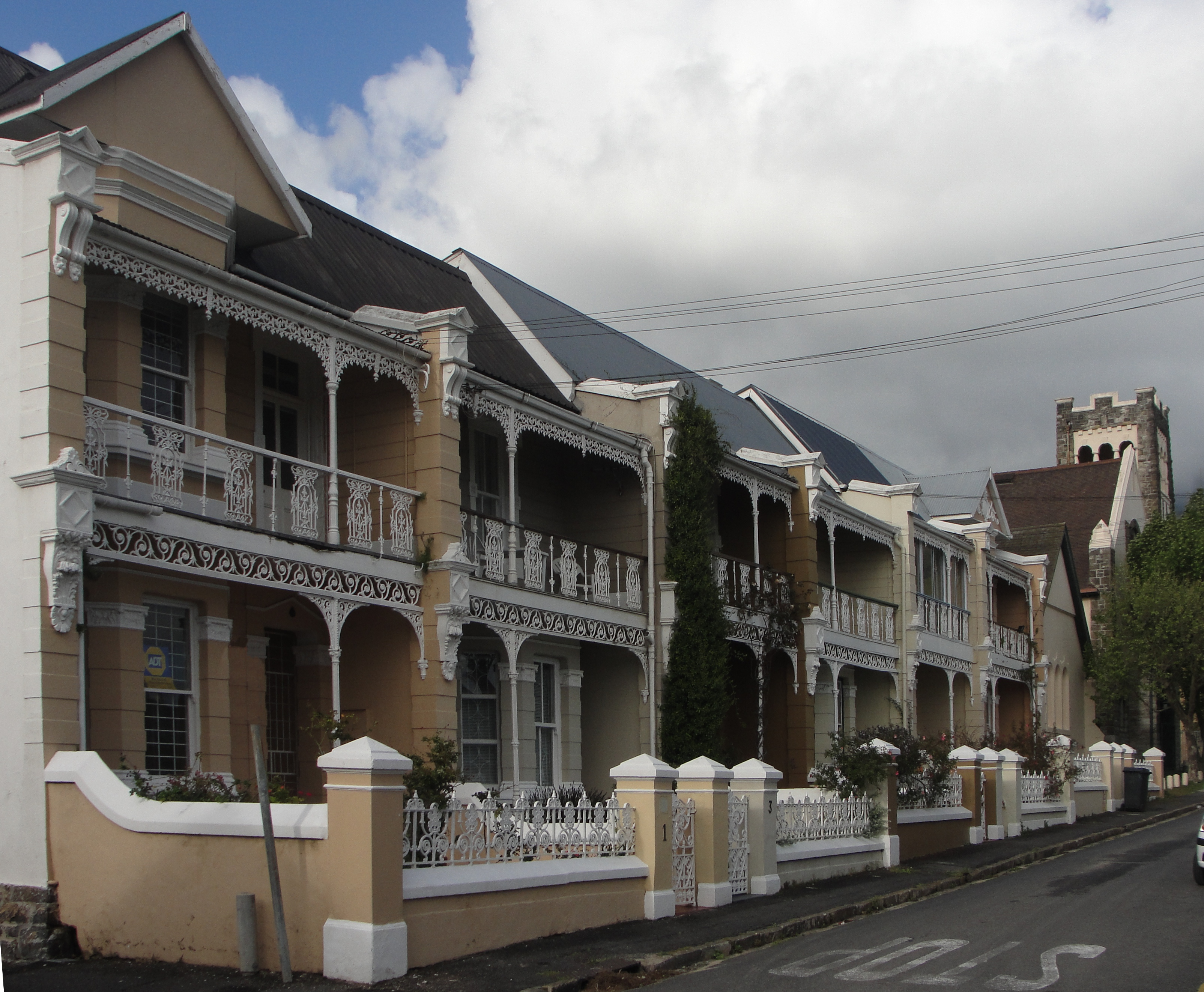
Maisons victoriennes de Albert road

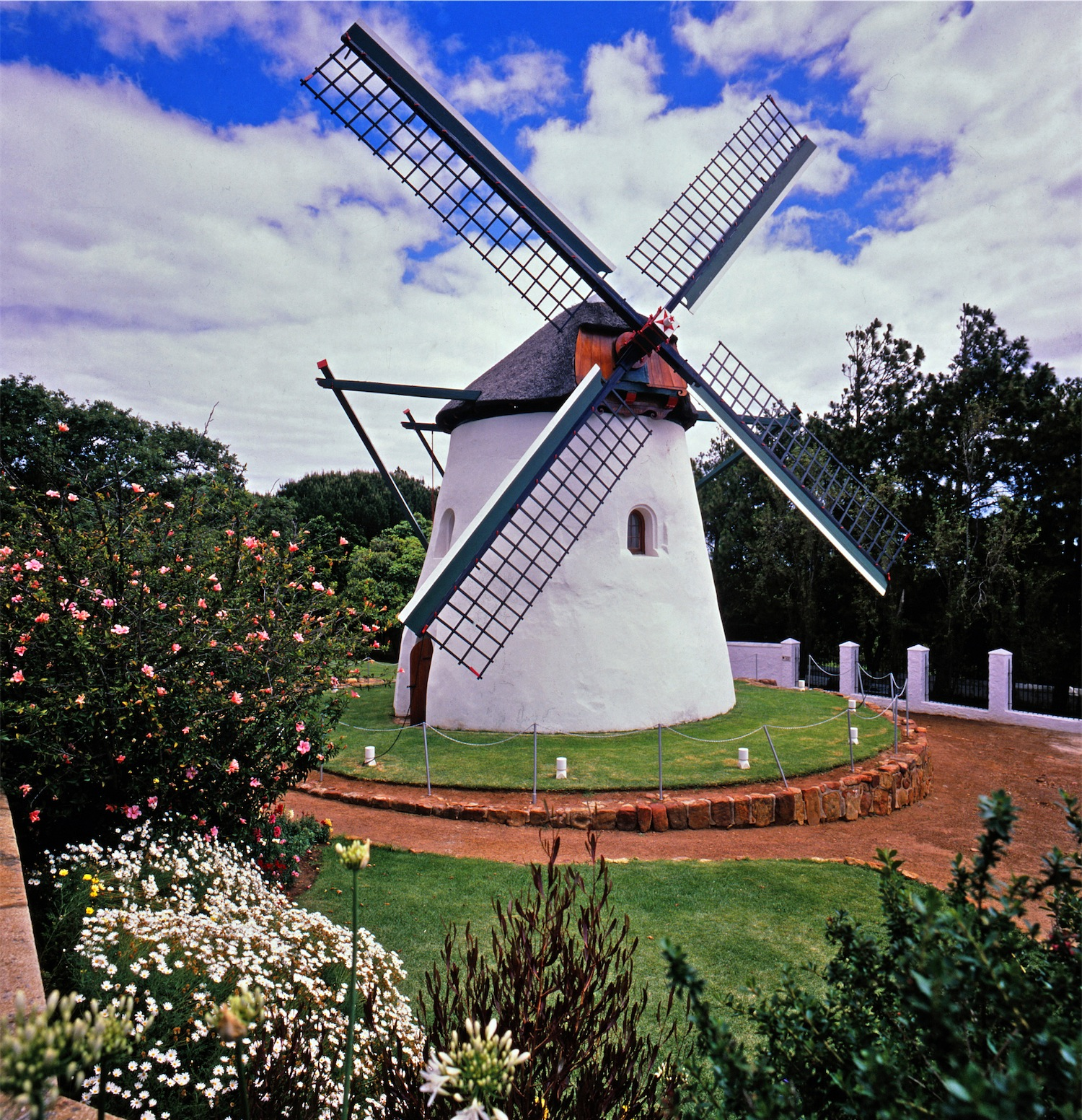
Le moulin de Mostert en 1988 (détruit en 2021 par un incendie)

D'abord intégrée dans celle de Rondebosch, Mowbray a été une circonscription législative à part entière de 1929 à 1953, acquise au parti sud-africain puis au parti uni, notamment avec Ralph William Close (1915-1929), Francois Allen Joubert (1933-1939), William Daniel Hare (1939-1948) et enfin Reginald Brooke Siddall (1948-1953).
Mowbray est partagé entre les 15ème, 16ème et 17ème arrondissement (subcouncil) du Cap et se répartit entre 3 wards : 
- Le ward 53 : Epping Industria 1, Maitland (partiellement), Maitland Garden Village, Pinelands, Thornton, Mowbray (est de Black River), Observatory (partiellement) et Bokmakierie (partiellement).  Le conseiller municipal de ce ward est Brian Watkyns (DA)[2].
- Le ward 57 : Rosebank, Salt River  (partiellement), Zonnebloem (partiellement), Observatory (partiellement), Woodstock (partiellement), Mowbray (ouest de Kromboom Parkway, Black River Parkway, Klipfontein Road et Sawkins Road).  Le conseiller municipal de ce ward est Paddy Chapple (DA)[3].
- Le ward 57 : Lansdowne,  Rondebosch East, Athlone (partiellement), Crawford (partiellement),  Mowbray (Mowbray Golf Club) et Sybrand Park.  Le conseiller municipal de ce ward est Mark Kleinschmidt (DA)[4].

## Transports

Carte

Mowbray est très bien relié au réseau routier, par les autoroutes M3, M5 et N2. En plus de cela, les routes principales traversant les faubourgs sont la M4 et M57.
La gare ferroviaire de Mowbray se trouve sur le passage de la ligne Le Cap-Simonstown.

## Tourisme
Mostert's Mill (moulin de Mostert), construit en 1796 et plus ancien et unique moulin à vent en état d'Afrique du Sud, est situé à Mowbray. Acquis par Cecil Rhodes, il fut légué à l’État sud-africain et restauré en 1935 et 1995,.
Situé près de l'Université du Cap sur les pentes de Devil's Peak, il est détruit par l'incendie du 18 avril 2021 qui ravage les pentes de la montagne de la Table entre le Rhodes Memorial et l'université du Cap,.